# Ella
Ella (subtitulada Historia de aventuras) es la segunda novela de H. Rider Haggard, e inicia una tetralogía cuya protagonista principal es Ayesha, «la que debe ser obedecida». Según una encuesta contemporánea, fue considerada por el público la mejor novela fantástica del siglo XIX.

## Sinopsis
Un joven profesor de la Universidad de Cambridge, Horace Holly, recibe la visita de un colega, Vincey, quien le revela que pronto morirá. Vincey procede a contarle a Holly una historia fantástica de su saga familiar. Le encarga a Holly la tarea de criar a su hijo pequeño, Leo (a quien nunca ha visto) y le da a Holly una caja de hierro cerrada con llave, con instrucciones de que no debe abrirse hasta que Leo cumpla 25 años. Holly está de acuerdo y, en efecto, se encuentra a Vincey. muerto al día siguiente. Holly cría al niño como si fuera suyo; cuando se abre la caja en el cumpleaños número 25 de Leo, descubren el antiguo y misterioso "fragmento de Amenartas", que parece corroborar la historia del padre de Leo. Holly, Leo y su sirviente, Job, siguen las instrucciones y viajan al este de África, pero naufragan. Solo sobreviven ellos, junto con su capitán árabe, Mahomed; después de un peligroso viaje a una región inexplorada del interior de África, son capturados por el pueblo salvaje Amahagger. Los aventureros se enteran de que los nativos están gobernados por una temible reina blanca, a quien se adora como Hiya o "La-que-debe-ser-obedecida". Los Amahagger sienten curiosidad por los intrusos de piel blanca, ya que la misteriosa reina les había advertido de su llegada.
Billali, el anciano jefe de una de las tribus Amahagger, se hace cargo de los tres hombres y les muestra las costumbres de su pueblo. Una de las doncellas de Amahagger, Ustane, se siente atraída por Leo y, besándolo y abrazándolo en público, se casa con él según las costumbres de Amahagger. Leo, igualmente, se encariña mucho con ella.
Billali le dice a Holly que debe informarle a Ella sobre la llegada de los hombres blancos. En su ausencia, algunos de los Amahagger se inquietan y se apoderan de Mahomed, con la intención de comérselo como parte de una "olla caliente" ritual. Al darse cuenta de lo que está a punto de suceder, Holly dispara a varios de los Amahagger. Mahomed muere en el esfuerzo por salvarlo de la olla caliente, cuando una bala atraviesa uno de los Amahagger y lo mata también. En la lucha que siguió, Leo resulta gravemente herido, pero Ustane le salva la vida arrojándose sobre su cuerpo postrado para protegerlo de las lanzas. Todo parece perdido cuando los Amahagger deciden matar a Ustane junto con los hombres blancos, pero Billali regresa justo a tiempo y declara que los tres hombres están bajo la protección de Ella. Sin embargo, la condición de Leo empeora y finalmente se acerca a la muerte mientras Ustane lo atiende fielmente.
Los llevan a la casa de la reina, que se encuentra cerca de las ruinas de la ciudad perdida de Kôr, una civilización anterior a los egipcios que alguna vez fue poderosa. La reina y su séquito viven bajo un volcán inactivo en una serie de catacumbas construidas como tumbas para la gente de Kôr. Allí, Holly se presenta a la reina, una hechicera blanca llamada Ayesha. Su belleza es tan grande que encanta a cualquier hombre que la contempla. Ella, que está velada y yace detrás de un tabique, advierte a Holly que el poder de su esplendor despierta tanto el deseo como el miedo, pero él duda. Sin embargo, cuando se muestra, Holly queda embelesado y se postra ante ella. Ayesha revela que ha aprendido el secreto de la inmortalidad y que posee otros poderes sobrenaturales, incluida la capacidad de leer la mente de los demás, una forma de clarividencia y la capacidad de curar heridas y curar enfermedades; también se revela que tiene un gran conocimiento de la química, pero es notablemente incapaz de ver el futuro. Ella le dice a Holly que ha vivido en el reino de Kôr durante más de dos milenios, esperando el regreso reencarnado de su amante, Kalíkrates (a quien había matado en un ataque de celos). Más tarde, cuando Holly, sin darse cuenta y en secreto, descubre a Ayesha en su cámara oculta, se entera de que ella parece tener cierto grado de poder para reanimar a los muertos.

## Estructura de la obra
- Se estructura en 28 capítulos con los epígrafes siguientes:

| Cap. I: La visita Cap. II: Unos años más tarde Cap. III: La vasija de Amenartas Cap. IV: La tormenta Cap. V: La cabeza del etíope Cap. VI: Un viejo ritual cristiano Cap. VII: El canto de Ustane Cap. VIII: El banquete...¡y después! Cap. IX: El piececillo Cap. X: Especulaciones Cap. XI: La llanura de Kôr Cap. XII: Ella Cap. XIII: Ayesha se descubre Cap. XIV: Un alma en el purgatorio | Cap. XV: Ayesha dicta sentencia Cap. XVI: Las tumbas de Kôr Cap. XVII: Caen los dados Cap. XVIII: ¡Márchate, mujer! Cap. XIX: ¡Traedme una cabra negra! Cap. XX: La victoria Cap. XXI: El enfrentamiento entre el vivo y el muerto Cap. XXII: El presentimiento de Job Cap. XXIII: El Templo de la Verdad Cap. XXIV: ¡A través del abismo! Cap. XXV: El Espíritu de la Vida Cap. XXVI: Lo que vimos Cap. XXVII: El salto Cap. XXVIII: Sobre la montaña |

## Adaptaciones
- La columna de fuego, cortometraje dirigido por Georges Méliès
- Ella, largometraje dirigido por Leander de Cordova
- La diosa de fuego, largometraje dirigido por Irving Pichel
- La diosa de fuego, largometraje dirigido por Robert Day

## Tetralogía
La secuencia original de publicación (que no coincide con la cronología interna de la obra) de la serie Ella fue:
— She (Ella; 1887)
— Ayesha: the Return of She (Ayesha: el retorno de Ella; 1905)
— She and Allan (Ella y Allan; 1921)
— Wisdom's Daughter (Hija de la sabiduría; 1923).

## Ediciones en español
- Ella. Tor-Argentina. 19??.
- Ella. Robin Hood Nº166. Acme Agency. 19??.
- Ella. Valdemar. 1998. ISBN 978-84-7702-214-5.
- Ella. Edicomunicación. 1997. ISBN 978-84-7672-752-2.
- Ella. Ed. Grupo Anaya Comercial. 1983. ISBN 84-7525-129-3.
- Ella. La Nación 27. Buenos Aires. 1902. p. 403.